# Partia Akcji Demokratycznej
Partia Akcji Demokratycznej (bośn. Stranka Demokratske Akcije, SDA) – partia polityczna Bośni i Hercegowiny. Jej pierwszym przewodniczącym był Alija Izetbegović, od 13 października 2001 do 25 września 2014 Sulejman Tihić, a od 25 września 2014 – Bakir Izetbegović.